# Жеков, Сергей Викторович
Сергей Викторович Жеков (род. 23 октября 1957, Новороссийск, Краснодарский край) — государственный деятель, член Совета Федерации, председатель Приморской краевой думы с 2000 по 2002 годы, уполномоченный по правам человека в Приморском крае с 2003 по 2009 годы.

## Биография
В 1980 г. окончил ТОВВМУ им. С. О. Макарова по специальности «радиоэлектроника». Проходил военную службу в Петропавловске-Камчатском, затем — в Шкотово-17. Воинское звание при увольнении в запас — капитан 3-го ранга.
В 1997 г. был избран депутатом Думы Приморского края, затем — заместителем её председателя.
Заместитель председателя Законодательного Собрания Приморского края, с января 2000 года до июня 2002 года — председатель Законодательного Собрания Приморского края, член комитета по вопросам безопасности и обороны Совета Федерации Федерального Собрания Российской Федерации. После изменения порядка формирования Совета Федерации председатель законодательного органа потерял право на место в верхней палате, и полномочия Жекова перешли бывшему депутату Государственной думы М.К. Глубоковскому.
26 ноября 2003 года на заседании Законодательного Собрания Приморского края принес присягу и вступил в должность Уполномоченного по правам человека в Приморском крае.